# 斋藤晃司
斋藤晃司（日语：／ Saitō Kōji，1973年4月8日—），日本男子田径运动员。他曾代表日本参加2000年和2004年夏季残疾人奥林匹克运动会田径比赛，其中2000年夏季残奥会获得一枚银牌。